# Jean-Charles Fauque
Pour les articles homonymes, voir Fauque.
Jean-Charles Fauque, né le 31 octobre 1943 à Lyon en France, est un écrivain français, auteur de roman policier et de littérature d'enfance et de jeunesse.

## Biographie
Après des études à Lyon et à Paris au lycée Henri-IV, il obtient en 1966 une licence en droit. Il travaille comme cadre administratif dans des sociétés de production de films publicitaires et pour des émissions de télévision. Puis, il devient rédacteur et concepteur publicitaire indépendant.
En 1978, il publie son  premier roman Sidi Ben Barbes qui décrit une guerre des gangs dans le milieu maghrébin parisien.  Après Priez porno en 1980 situé dans le milieu du cinéma pornographique et deux volumes de la série Brigade financière, il publie en 1990 Traîtres tropiques, son « livre le plus intéressant » selon Claude Mesplède avec « une écriture efficace, un récit rapide, des affrontements violents ».

## Œuvre

### Romans
- Sidi Ben Barbès, Super noire no 104 (1978)
- Priez porno, Engrenage no 25 (1980)
- Chasseurs de têtes, Collection Brigade financière, Média 1000 (1981)
- On liquide à la bourse, Collection Brigade financière, Média 1000 (1981)
- Traîtres tropiques, Série noire no 1990 (1984)
- Clémence Sénile, Polar, French Pulp Éditions  (ISBN 9791025104750) (2019)

### Littérature d’enfance et de jeunesse
- Neuf contre un, collection Souris noire no 26 Syros, (1995) illustration de Jean-Marc Rochette
- Pescotomagne, collection Les Fantastiques, Magnard jeunesse (2000) illustration de Jérôme Brasseur

### Autres ouvrages
- Faire de la pub sans budget pub, Nathan (1992)
- Accueillir ses clients, collection Les initiatives professionnelles, Nathan (1993)
- L'art d'accueillir un client, Nathan (1996)

## Sources
- Claude Mesplède (dir.), Dictionnaire des littératures policières, vol. 1 : A - I, Nantes, Joseph K, coll. « Temps noir », 2007, 1054 p. (ISBN 978-2-910-68644-4, OCLC 315873251)
- Claude Mesplède, Les années "Série noire" bibliographie critique d'une collection policière, t. 4 : 1972-1982, Amiens, Encrage, coll. « Travaux » (no 25), 1995 (ISBN 978-2-906-38963-2), p. 191-192.
- Claude Mesplède, Les Années Série noire vol.5 (1982-1995), Encrage « Travaux » no 36, 2000
- Claude Mesplède et Jean-Jacques Schleret, SN, voyage au bout de la Noire : inventaire de 732 auteurs et de leurs œuvres publiés en séries Noire et Blème : suivi d'une filmographie complète, Paris, Futuropolis, 1982 (OCLC 11972030), p. 132
- Claude Mesplède et Jean-Jacques Schleret, SN Voyage au bout de la Noire (additif mise à jour 1982-1985), Futuropolis, 1985 p. 68